# Лобіо
Ло́біо (від груз. ლობიო — квасоля) — страва грузинської, азербайджанської й вірменської кухонь зі стручків зеленої квасолі, а також з відвареної червоної квасолі із зеленню та/або зернами гранату. Подається з лавашем або ґомі.